# Aeroportul McMinn County
Aeroportul McMinn County (IATA: MMI, ICAO: KMMI, FAA LID: MMI) este un aeroport din Tennessee, Statele Unite ale Americii ce deservește zona Athens⁠(d). Aeroportul a fost tranzitat în 2017 de 52 de pasageri.
Situat la o altitudine de 262 m, aeroportul dispune de 1 pistă.

## Infrastructură

### Piste
Aeroportul dispune de o singură pistă. Pista 2/20 are suprafața de asfalt și dimensiunile 6.450 picioare × 100 picioare. 